# Kiedy dzwoni nieznajomy (film 1979)
Kiedy dzwoni nieznajomy (ang. When a Stranger Calls) – amerykański thriller z 1979 roku w reżyserii Freda Waltona. Film doczekał się kontynuacji pt. W potrzasku (1993), a później także remake'u Kiedy dzwoni nieznajomy (2006).

## Fabuła
Jill Johnson to uczennica szkoły średniej, która dorabia sobie jako opiekunka do dzieci. W czasie sprawowania opieki nad dzieckiem jest nękana telefonami. Kiedy zdaje sobie sprawę, że rozmówca był w domu i zamordował dziecko, którym się opiekowała, dzwoniący idzie do więzienia. Siedem lat później ucieka i zaczyna terroryzować kobietę w Los Angeles. Z pomocą detektywa podążającego jej tropem, w końcu znajduje opiekunkę dziecka, które wcześniej zamordował i zaczyna grozić jej dziecku.

## Obsada
- Carol Kane – Jill Johnson
- Charles Durning – John Clifford
- Colleen Dewhurst – Tracy
- Tony Beckley – Curt Duncan